# 竹沢村 (新潟県)
竹沢村（たけざわむら）は、かつて新潟県古志郡にあった村。

## 沿革
- 1889年（明治22年）4月1日 - 町村制施行に伴い古志郡竹沢村が村制施行し、竹沢村が発足。
- 1956年（昭和31年）3月31日 - 古志郡種苧原村、太田村、東竹沢村と合併し、山古志村となり消滅。